# Kaddour Srarfi
Abdelkader Ben Ahmed Ben Mahmoud Srarfi dit Kaddour Srarfi (arabe : قدّور الصرارفي), né le 19 janvier 1913 à Tunis et mort le 13 octobre 1977, est un violoniste et compositeur tunisien.

## Biographie
Il intègre La Rachidia dès sa fondation en 1934 et s'y initie à la musique orientale et tunisienne. En 1940, il dirige l'orchestre de l'institution et enseigne la musique à ses membres. Par la suite, il fonde la troupe Chabab El Fen qui regroupe les meilleures instrumentistes de l'époque derrière la chanteuse Fethia Khaïri. En 1944, il fonde Firqat El Khadra, composée d'environ 70 instrumentistes, danseurs et chanteurs dont Saliha, qui anime plusieurs spectacles en Tunisie, en Algérie et en Libye. Il intègre la troupe musicale de la radio tunisienne en 1975.
En dehors de la Tunisie, Kaddour Srarfi travaille en Algérie dans la direction musicale du théâtre arabe et collabore avec la radio algérienne ainsi que dans l'enseignement musical et la direction de la troupe de la radio en Libye. Durant les années 1970, il est directeur de l'orchestre de La Rachidia.
En plus de pièces musicales, il compose pour plusieurs chanteurs dont Fethia Khaïri, Safia Chamia, Naâma, Hédi Mokrani, Mohamed Ahmed et Mustapha Charfi.
Avec Ridha Kalaï, il est considéré comme l'un des plus célèbres violonistes en Tunisie.
En 2010, le Centre des musiques arabes et méditerranéennes (CNAM) lui rend hommage en sortant un album, baptisé Farha (« Joie »), qui regroupe les compositions de l'artiste. Selon Mounir Hentati, responsable du CNAM, Farha désigne le morceau composé par Srafi, à l'occasion du premier anniversaire de la proclamation de la république tunisienne. 

## Vie privée
Il épouse en premières noces, au début des années 1950 une Américaine venue d'Hollywood et devenue danseuse à Tunis sous le nom de Rouhia. Ils deviennent parents de deux filles, Aïda et Henda,. Après la mort de sa première épouse, il épouse en secondes noces une Algérienne. De ce mariage sont issus deux garçons et trois filles dont la cheffe d'orchestre Amina Srarfi.